# Ulica Szczecińska w Stargardzie
Ulica Szczecińska w Stargardzie (d. Stettinerstraße) – jedna z głównych i najdłuższych ulic miasta, mierzy ok. 2,8 km, wiedzie od skrzyżowania z Wyszyńskiego, Bema, 11 Listopada i Towarową w kierunku północno-zachodnim w kierunku Szczecina do granicy administracyjnej miasta.
Ulica wytyczona została w średniowieczu jako trakt do Szczecina. Nazwa ulicy w całej historii nie uległa zmianie. Silna zabudowa ulicy nastąpiła w latach 20. XX wieku, kiedy to rozpoczęto budowę mieszkań dla pracowników zakładów kolejowych. W 1928 wzdłuż ulicy (od dzisiejszego skrzyżowania z 9. Zaodrzańskiego Pułku Piechoty) zbudowano drogę pieszo rowerową nad Jezioro Miedwie. W 1938 zbudowano pływalnię miejską. Ponadto przy ul. Szczecińskiej znajduje się Dworzec Autobusowy PKS, Stargardzki Dom Kultury Kolejarza, Rejonowy Urząd Poczty Polskiej, trzy hiper- i supermarkety, cztery stacje benzynowe, a przy granicy miasta znajduje się Stacja energetyczna Stargard Zachód. 
Pomiędzy ul. Chopina a Rondem 15. Południk znajduje się obelisk wyznaczający przebieg piętnastego południka szerokości geograficznej wschodniej.
Przez ulicę przebiegają liczne linie autobusowe MZK: 1, 2, 3, 3G, 4, 5, 8, 9, 12, 13, 17, 19, 20, 21, 22, 23, 28, 28B oraz nocna.
Ulica Szczecińska jest elementem drogi krajowej nr 10, ulica znajduje się przy Stargardzkim Parku Przemysłowym